# لامبورگینی کونتاش (۲۰۲۲)
لامبورگینی کونتاش ال‌پی‌آی ۸۰۰–۴ یک خودروی موتور اسپرت هیبریدی الکتریکی موتور وسط است که توسط شرکت خودروسازی ایتالیایی لامبورگینی تولید شده‌است. این خودرو در ۱۴ اوت ۲۰۲۱ رونمایی شد، نام این خودرو به نام لامبورگینی کونتاش اصلی نامگذاری شده‌است که اولین بار ۵۰ سال قبل معرفی شد. ۱۱۲ دستگاه از این خودرو تولید می‌شود.
تحویل این خودرو در اوایل سال ۲۰۲۲ آغاز می‌شود.

## مشخصات و عملکرد
این خودرو پلتفرم و قطعه‌های مکانیکی خود را از لامبورگینی سیان که در سال ۲۰۱۹ معرفی شد بهره می‌گیرد. شاسی خودرو همان شاسی مونوکوک فیبر کربن استفاده شده در سیان است. این خودرو از یک پیشرانه هیبریدی ملایم ۱۲ سیلندر خطی با خروجی ترکیبی ۵۹۹ کیلووات (۸۱۴ اسب بخار متری؛ ۸۰۳ اسب بخار) بهره می‌برد.
لامبورگینی ادعا می‌کند که این خودرو توانایی رسیدن به شتاب ۰–۱۰۰ کیلومتر بر ساعت (۰–۶۲ مایل بر ساعت) در ۲٫۸ ثانیه و ۰ تا ۲۰۰ کیلومتر برساعت را طی در ۸٫۶ ثانیه و رسیدن به حداکثر سرعت ۳۵۵ کیلومتر بر ساعت (۲۲۱ مایل بر ساعت) را داراست.